# Garra tengchongensis
Garra tengchongensis är en fiskart som beskrevs av Zhang och Chen 2002. Garra tengchongensis ingår i släktet Garra och familjen karpfiskar. Inga underarter finns listade i Catalogue of Life.